# 馬化 (香港)
馬化(香港)有限公司，（Mulpha (Hong Kong)Limited）曾是港交所上市，除牌當時0210.HK，主要業務投資及地產業務，曾是母公司馬化國際，是在1969年成立，是以「新星發展有限公司」作上市，主要當時經營房地產開發商。
在1983年被母公司馬化國際收購，之後在1988年私有化，並在1990年結業。

## 外部連結
- 馬化國際 （页面存档备份，存于）